# Frisk Software
FRISK Software International è un'azienda produttrice di software, specializzata in prodotti per la sicurezza informatica (in particolare Antivirus e Antispam). L'azienda fu fondata nel 1993 e ha sede a Reykjavík in Islanda. Opera in tutto il mondo avvalendosi di distributori nazionali e rivenditori. Il suo nome deriva delle iniziale del suo fondatore, Friðrik Skúlason.
La notorietà dell'azienda è derivata dallo sviluppo di F-Prot Antivirus, uno dei più antichi prodotti antivirus (prodotto sin dal 1989) e il primo al mondo ad avvalersi della tecnologia di scansione euristica.
FRISK Software compete nell'industria degli antivirus contro Avira, F-Secure, Kaspersky, McAfee, Panda Security, Sophos e Symantec, tra gli altri.

## F-Prot AntiVirus
F-Prot Antivirus, l'AntiVirus prodotto da FRISK Software International, è disponibile nelle relative versioni per numerose piattaforme. Attualmente sono supportati i seguenti sistemi operativi: Microsoft Windows, Microsoft Exchange, Linux, BSD, Solaris, AIX, IBM eServers, DOS e *nix.
Il motore di scansione utilizzato offre un'ottima capacità di rilevazione, tramite rete neurale ed euristica, e un basso uso delle risorse del computer. F-Prot Antivirus per DOS è stato il primo software antivirus ad utilizzare una scansione euristica.
FRISK Software International rende possibile lo sviluppo di applicazioni basate sul proprio motore di scansione, tramite l'utilizzo di un SDK distribuito appositamente. Molti i produttori di software utilizzano il motore di F-Prot Antivirus, tra i quali SuSE.
La commercializzazione di F-Prot Antivirus è terminata il 1º agosto 2020, mentre la manutenzione e la distribuzione degli ultimi aggiornamenti avverrà il 31 luglio 2021.